# Anous
Anous (spreek uit: ano-us) is een geslacht van vogels uit de familie van de meeuwen (Laridae). Het geslacht wordt daar ingedeeld in de geslachtengroep Sternini waarbinnen alle soorten sterns worden ondergebracht. De Sternini bestaan uit verschillende clades, waarbij de soorten in het geslacht Anous, met hun witte kopkap, sterk verschillen van de grote groep sterns met een zwarte kopkap.
De wetenschappelijke naam Anous werd in 1826 (als Anoüs) geïntroduceerd door James Francis Stephens. Stephens nam de naam over uit een niet gepubliceerd manuscript van William Elford Leach. De naam komt uit het Oudgrieks. In 'anous' zit het woord nous (νοῦς): verstand, intellect; a-nous bekekent dan niet-verstandig, dwaas. Van de vogels werd gezegd dat ze schijnbaar onverschillig waren tegenover jagers of roofdieren.
Het geslacht Anous telt 5 soorten.

## Soorten
- Anous albivitta – Grijze noddy
- Anous ceruleus – Blauwe noddy
- Anous minutus – Witkapnoddy
- Anous stolidus – Noddy
- Anous tenuirostris – Kleine noddy

## Afbeeldingen

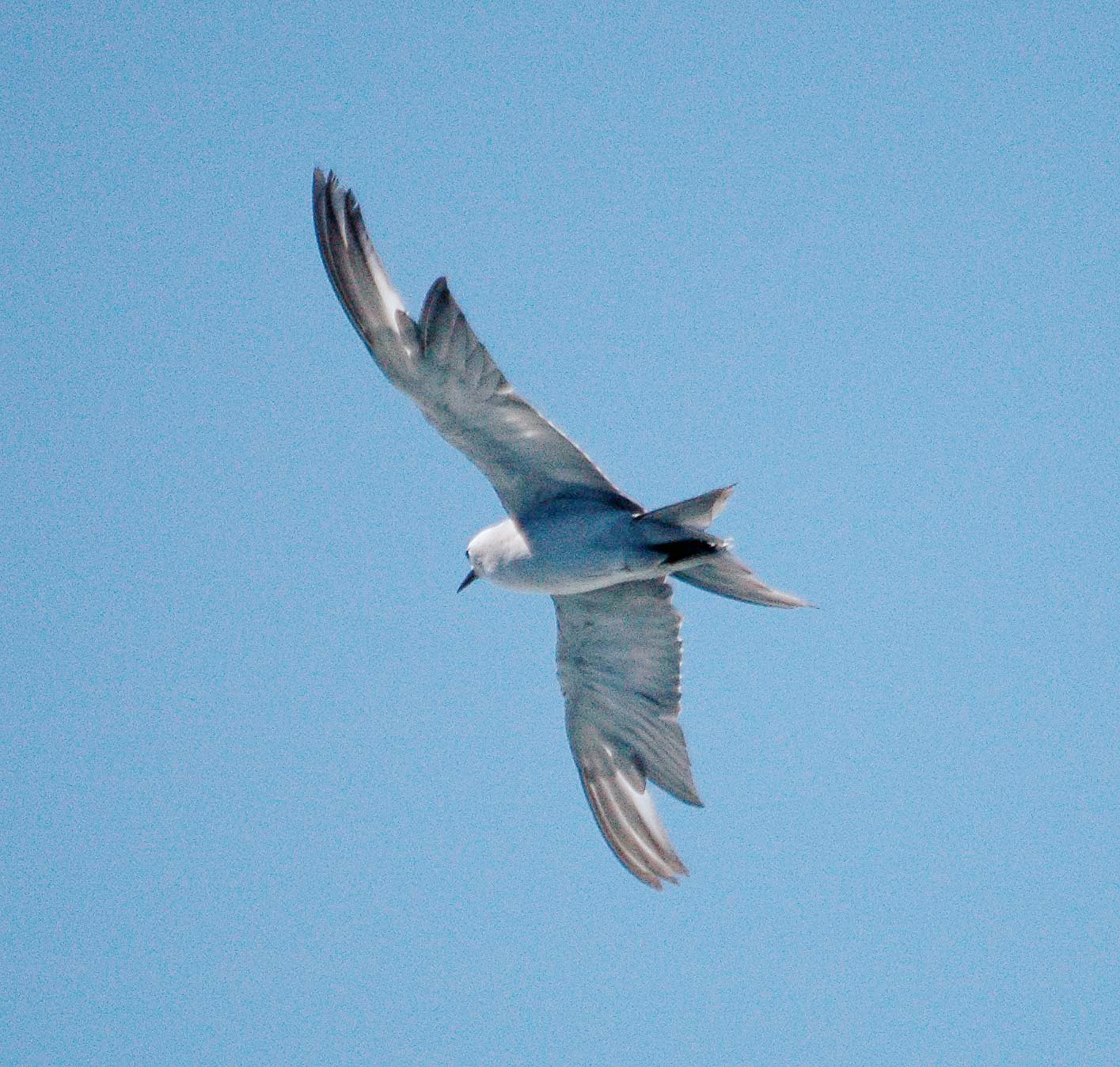
Grijze noddy
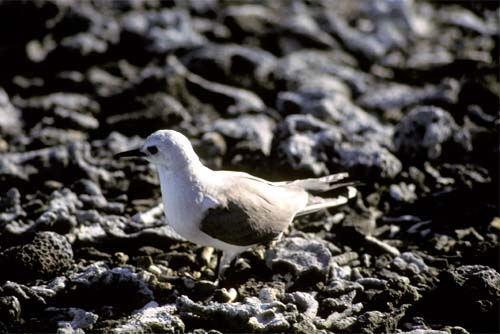
Blauwe noddy
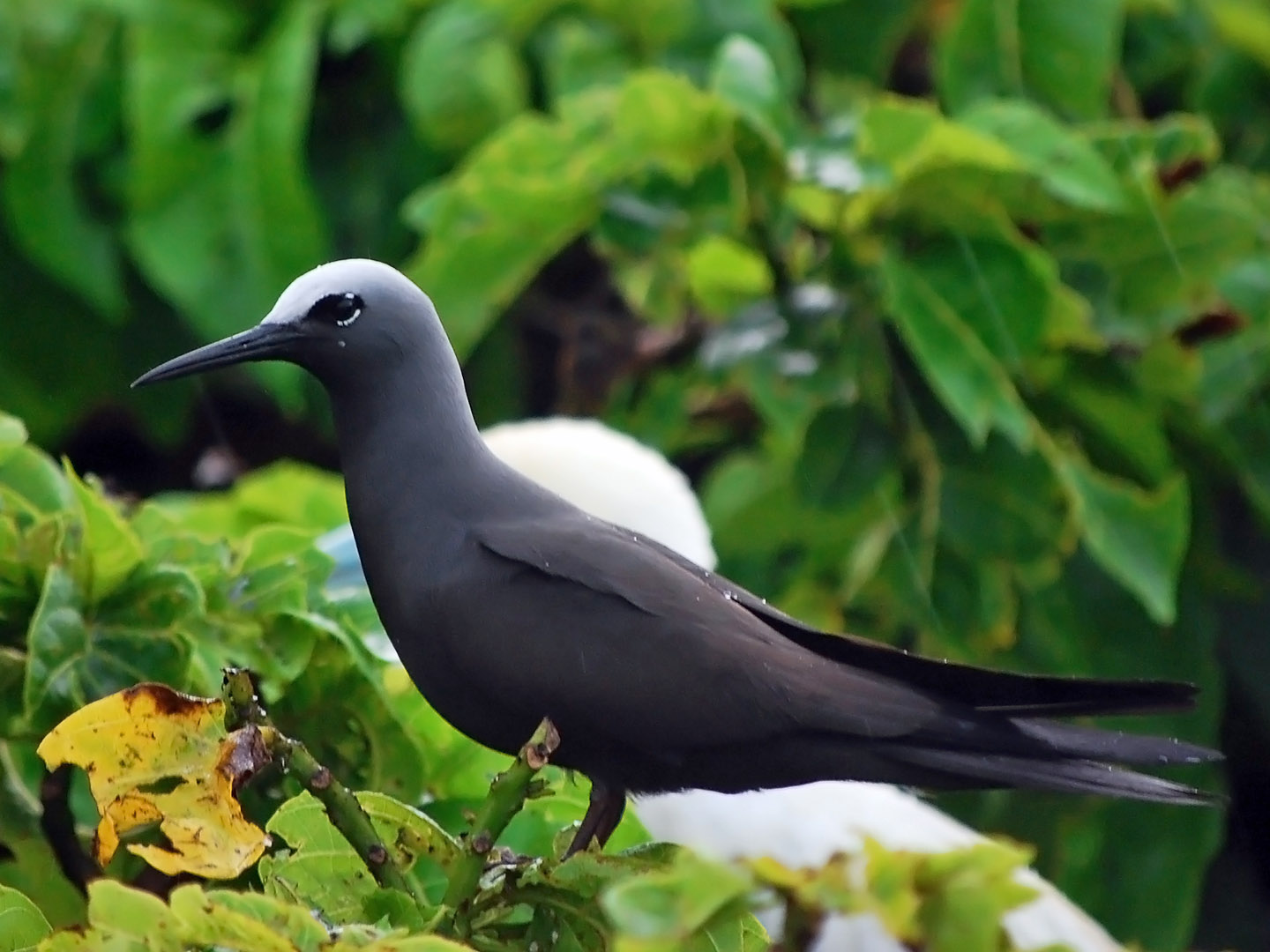
Witkapnoddy
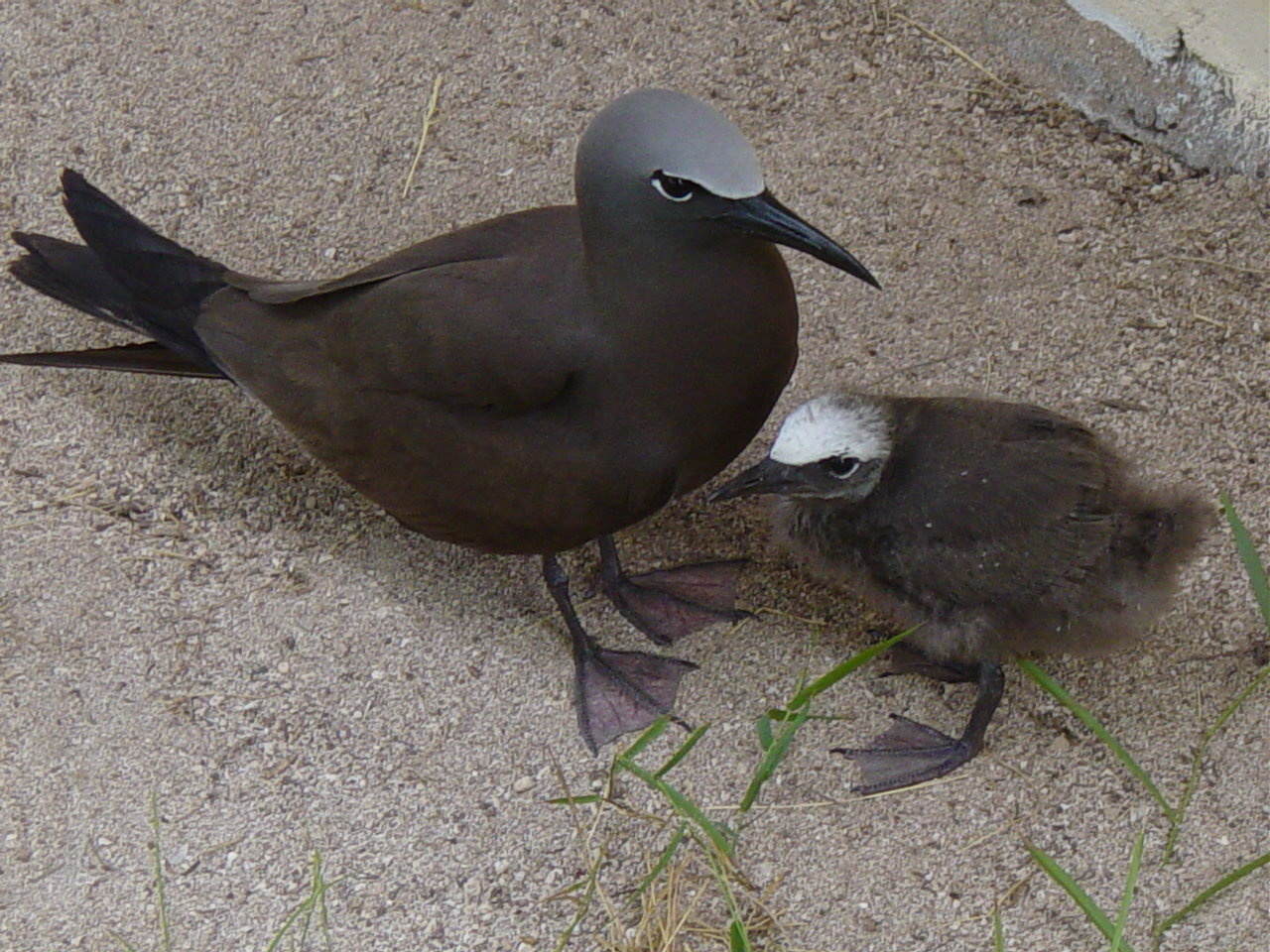
Noddy
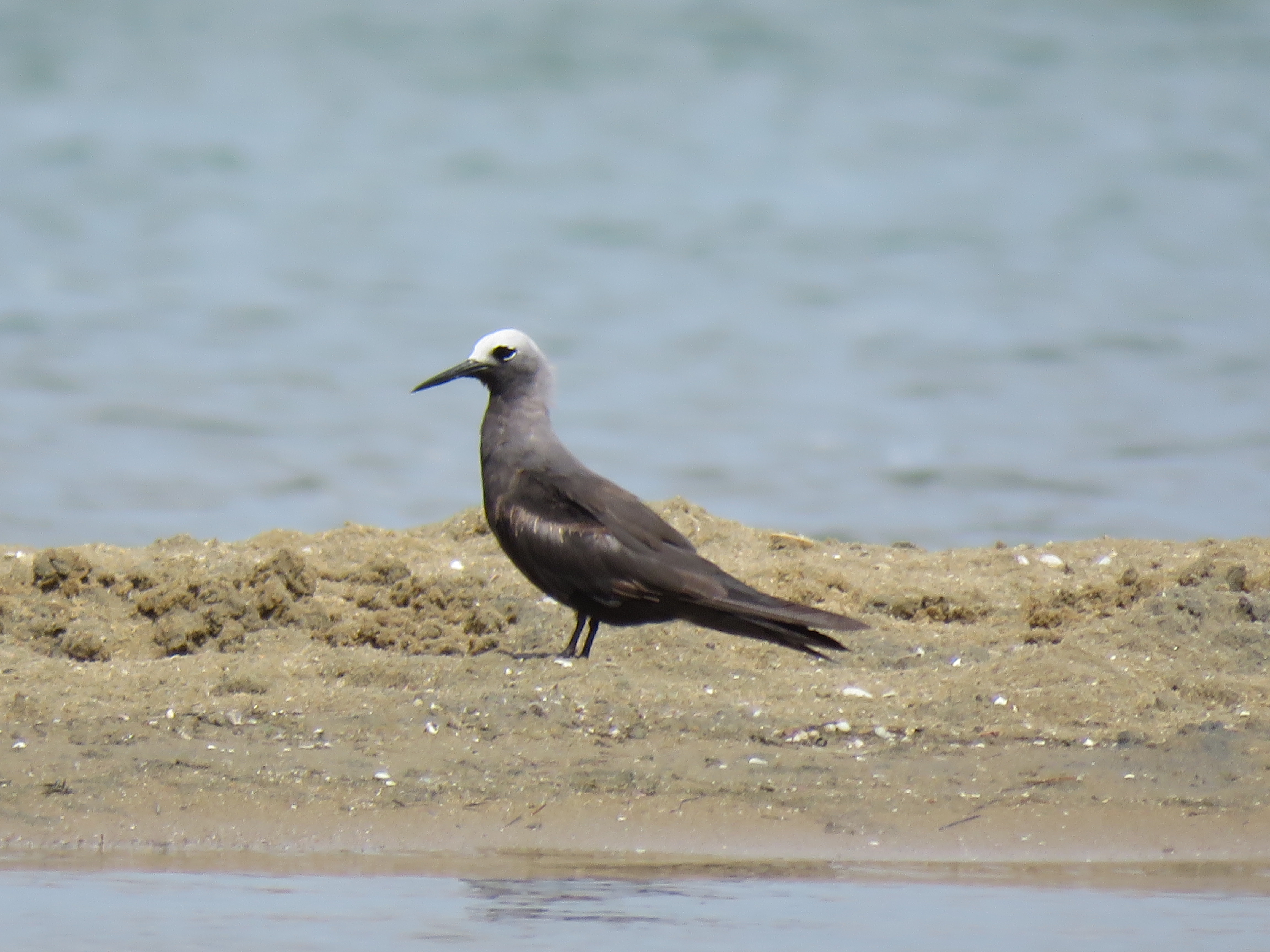
Kleine noddy